# Liste der Landesstraßen in Baden-Württemberg ab der L 67
Diese Liste enthält die Landesstraßen in Baden-Württemberg ab der L 67. Es sind die Landesstraßen im ehemaligen Regierungsbezirk Südbaden und in dessen unmittelbar angrenzenden Gebieten.
Diese Seite enthält die Landesstraßen bis zur L 229. Die weiteren Landesstraßen stehen auf den folgenden Seiten:
- Liste der Landesstraßen in Baden-Württemberg ab der L 230
- Liste der Landesstraßen in Baden-Württemberg ab der L 500
- Liste der Landesstraßen in Baden-Württemberg ab der L 1000
- Liste der Landesstraßen in Baden-Württemberg ab der L 1200
- Liste der Landesstraßen in Baden-Württemberg ab der L 2000

## Liste
Nicht vorhandene bzw. nicht nachgewiesene Landesstraßen sind kursiv gekennzeichnet, ebenso Straßen und Straßenabschnitte, die unabhängig vom Grund (Herabstufung zu einer Kreis- oder Gemeindestraße oder Höherstufung) keine Landesstraßen mehr sind.
Der Straßenverlauf wird in der Regel von Nord nach Süd und von West nach Ost angegeben.
| Nr.    | Verlauf |
| ------ | --- |
| L 67a  | in Malsch-Neumalsch – L 607 in Muggensturm – – L 77 in Kuppenheim – Baden-Baden-Kühunter – Baden-Baden-Haueneberstein – Baden-Baden-Im Ried – in Baden-Baden-Oos |
| L 75a  | in Rastatt-Siedlung – Rastatt-Münchfeld – Iffezheim-Niederwald – L 78b – Iffezheim-Forlenhof – Iffezheim – in Iffezheim-Ortsetter – Hügelsheim – Rheinmünster-Söllingen – Rheinmünster-Stollhofen – L 85 in Rheinmünster-Greffern – Rheinmünster-Am alten Brunnen – L 76 in Lichtenau-Ulm – Lichtenau – Lichtenau-Scherzheim – Rheinau-Ziegelhof – Rheinau-Maierhof – Rheinau-Memprechtshofen – L 87 in Rheinau-Freistett – Rheinau-Rheinbischofsheim – Rheinau-Hohbühn – Rheinau-Linx – L 90 in Kehl-Bodersweier – Kehl-Birkenhof – in Kehl-Neumühl – Kehl-Sölling – Kehl-Sundheim – Kehl-Waldbruckhöfe – Kehl-Riedhöfe – L 91 in Kehl-Marlen – Kehl-Goldscheuer – L 98 – Neuried-Altenheim – L 99 in Neuried-Dundenheim – L 104 in Neuried-Ichenheim – L 118 – L 100 in Schwanau-Allmannsweier – Schwanau-Dorotheenhof – in Lahr/Schwarzwald-Zuckerhof |
| L 76a  | L 75 in Lichtenau-Ulm – L 87a in Bühl-Moos – L 85 in Bühl-Oberbruch |
| L 76b  | in Gernsbach-Hilpertsau – Gernsbach-Reichental – Gernsbach-Kaltenbronn – Bad Wildbad-Sprollenhaus – L 351 in Bad Wildbad-Sprollenmühle |
| L 77a  | (D 429 im Département Bas-Rhin, Frankreich) – Rhein () – Staatsgrenze – L 78a in RastattPlittersdorf – Rastatt-Im Wiesenfeld – L 77a in Rastatt-Oberwald – Rastatt-Augustavorstadt – in Rastatt-Ludwigvorstadt – Rastatt-Niederbühl – Rastatt-Kanaldamm – L 67 in Kuppenheim – in Kuppenheim-Oberndorf |
| L 77a  | L 77 in Rastatt-Oberwald – Rastatt-Rheinau – Rastatt-Bittler / |
| L 78a  | in Baden-Baden-Lichtental – Baden-Baden-Oberbeuern – L 79 in Baden-Baden-Gaisbach – Baden-Baden-Müllenbach – Gernsbach-Müllenbild – L 564 in Gernsbach – in Gernsbach-Scheuern |
| L 78a  | L 566 in Rheinstetten-Neuburgweier – Au am Rhein – Elchesheim-Illingen-Elchesheim – Steinmauern – L 77 in Rastatt-Plittersdorf – Rastatt-Ottersdorf – Rastatt-Birkenhof – L 78b in Rastatt-Wintersdorf – in Iffezheim |
| L 78b  | (D 87 im Département Bas-Rhin, Frankreich) – Rhein () – Staatsgrenze – L 78a in Rastatt-Wintersdorf – L 75 |
| L 79a  | L 78 in Baden-Baden-Gaisbach – Baden-Baden-Schmalbach – Forbach-Rote Lache – Forbach-Bermersbach – in Forbach |
| L 79a  | in Baden-Baden-Weststadt – Baden-Baden-Ebersteinburg – Gaggenau-Selbach – in Gaggenau-Ottenau |
| L 80a  | L 85 – Sinzheim-Leiberstung – Sinzheim-Halberstung – Sinzheim-St. Vinzenz Hof – Sinzheim – Sinzheim-Kartung – / in Baden-Baden-Oos |
| L 80b  | in Bühl-Hundseck/Bühlertal-Hundseck/Ottersweier-Hundseck – Forbach-Hundsbach-Aschenplatz – Forbach-Hundsbach – Forbach-Pandurenhof – Forbach-Erbersbronn – L 83 |
| L 83a  | L 84/L 85 in Bühl-Wasserbett – Bühl-Sonnenhalde – Bühl-Altschweier – Bühlertal-Untertal – L 83a in Bühlertal-Obertal – Bühlertal-Wiedenfelsen – Bühl-Berghof – in Bühl-Sand – Forbach-Forbach – Forbach-Schwarzenbach – Forbach-Schwarzenbachtalsperre – L 80b – Forbach-Raumünzach-Siedlung – in Forbach-Raumünzach |
| L 83a  | L 86a in Ottersweier – Ottersweier-Hub – Ottersweier-Hard – Neusatz - Waldsteg – Neusatz – Neusatz - Bach – Neusatz - Wörth – Neusatz - Fischerhöfe – Neusatzeck – Bühlertal-Schwarzwasen – Bühlertal-Buchkopf – Bühlertal-Schönbüch – L 83 im Bühlertal-Obertal |
| L 84a  | L 83/L 85 in Bühl-Wasserbett – Bühl-Müllenbach – Bühl-Affental – Bühl-Eisental – Baden-Baden-Neuweier – |
| L 84a  | in Baden-Baden-Steinbach – Baden-Baden-Varnhalt – Baden-Baden-Klosterschänke – in Baden-Baden in Lichtental |
| L 85a  | (D 429 im Département Bas-Rhin, Frankreich) – Rhein () – Staatsgrenze – L 75 in Rheinmünster-Greffern – Rheinmünster-Schwarzach – L 80 – L 76 in Bühl-Oberbruch – Bühl-Kinzhurst – in Bühl – in Bühl-Vimbuch – L 83/L 84 in Bühl-Wasserbett |
| L 86a  | L 87a in Achern – Sasbach-Obersasbach – L 76a in Sasbachwalden-Sandweg – Sasbachwalden – Sasbachwalden-Straubenhöf – Sasbachwalden-Hörchenberg – Sasbachwalden-Bischenberg – Sasbachwalden-Brandrüttel – Sasbachwalden-Breitenbrunnen – |
| L 86a  | in Ottersweier-Hatzenweier – L 83a in Ottersweier – Ottersweier-Untere Mühle – Ottersweier-Haft – Lauf – Sasbach-Obersasbach – L 86 in Sasbachwalden-Sandweg – Sasbachwalden-Büchelbach – Sasbachwalden-Kirschenberg – L 87 in Kappelrodeck – Kappelrodeck-Waldulm – Oberkirch-Oberberg – Oberkirch-Ringelbach – Oberkirch-Niederlehen – L 89 in Oberkirch |
| L 87a  | (D 2 im Département Bas-Rhin, Frankreich) – Staatsgrenze – L 75 in Rheinau-Freistett – Renchen-Maiwald – Achern-Ziegelhütte – – Achern-Muhr – in Achern-Fautenbach – Achern-Oberachern – L 86a in Kappelrodeck – Ottenhöfen im Schwarzwald-Furschenbach – Ottenhöfen im Schwarzwald-Schroffen – Ottenhöfen im Schwarzwald – Seebach – Seebach-Scherzenteich – Seebach-Geisdörfle – Seebach-Hinterseebach – Seebach-Achert – |
| L 87a  | L 75 in Bühl-Moos – Ottersweier-Zell – Ottersweier-Unzhurst – Achern-Hesselbach – Achern-Heid – Sasbach – in Achern – L 86 in Achern |
| L 88a  | L 87 – Achern-Mösbach – Renchen-Ulm – Oberkirch-Haslach – Oberkirch-Tiergarten – L 89 |
| L 89a  | in Renchen – L 88 – L 86a – in Oberkirch |
| L 90a  | L 75 in Kehl-Bodersweier – Kehl-Querbach – Kehl-Im Hefacker – Kehl-An der Ziegelscheuer – Kehl-Kork – (Abzweig zur in Kehl-Kork) – L 95 in Kehl-Odelshofen – in Willstätt – L 91 in Willstätt – / in Willstätt-Sand |
| L 91a  | L 75 in Kehl-Marlen – Willstätt-Eckartsweier – L 90 in Willstätt |
| L 92a  | in Oppenau – Bad Peterstal-Griesbach-Zuflucht – |
| L 93a  | in Bad Peterstal-Griesbach-Bad Peterstal – Bad Peterstal-Griesbach-Freiersbach – Bad Peterstal-Griesbach-Hinterfreiersbach – Bad Peterstal-Griesbach-Seebächle – Bad Rippoldsau-Schapbach-Wildschapbach – Bad Rippoldsau-Schapbach-Zollerbauernhof – L 96 in Bad Rippoldsau-Schapbach-Vor Wildschapbach |
| L 94a  | in Oppenau-Löcherberg – Oppenau-Herlesries – Oberharmersbach-Obertal – Oberharmersbach – Oberharmersbach-Hagenbach – Zell am Harmersbach-Grün – Zell am Harmersbach-Unterharmersbach – Zell am Harmersbach – / in Biberach (Baden) |
| L 95a  | L 90 in Kehl-Odelshofen – Willstätt-Legelshurst – Appenweier-Urloffen – in Appenweier-Zimmern |
| L 96a  | in Freudenstadt-Kniebis – Bad Rippoldsau-Schapbach-Holzwald – L 404 in Bad Rippoldsau-Schapbach-Bad Rippoldsau – Bad Rippoldsau-Schapbach-Tös – Bad Rippoldsau-Schapbach-Vogtshof – Bad Rippoldsau-Schapbach-Vor Seebach – Bad Rippoldsau-Schapbach-Unter Seebach – Bad Rippoldsau-Schapbach-Alisehof – Bad Rippoldsau-Schapbach-Hansenhof – Bad Rippoldsau-Schapbach-Maierhof – Bad Rippoldsau-Schapbach-Rinken – Bad Rippoldsau-Schapbach-Schapbach – Bad Rippoldsau-Schapbach-Brüstleshof – L 93 in Bad Rippoldsau-Schapbach-Vor Wildschapbach – Bad Rippoldsau-Schapbach-Marksebauernhof – Bad Rippoldsau-Schapbach-Hermannazeshof – Bad Rippoldsau-Schapbach-Heinerbauernhof – Bad Rippoldsau-Schapbach-Untertal – Bad Rippoldsau-Schapbach-Künstlesbauernhof – Oberwolfach-Zierle – Oberwolfach-Dohlenbacherhof – Oberwolfach-Jochemshof – Oberwolfach-Obertal – Oberwolfach-Walke – Oberwolfach-Steigbauernhof – Oberwolfach-Mitteltal – Oberwolfach – Wolfach – in Wolfach-Langenbach |
| L 98a  | (N 353 in Frankreich) – Staatsgrenze – Neuried-Altenheim – L 75 – / |
| L 99a  | L 75 in Neuried in Dundenheim – Schutterwald-Höfen – Schutterwald – Offenburg-Albersbösch – / in Offenburg – Ortenberg – Ohlsbach – Gengenbach-Reichenbach – Gengenbach – in Gengenbach-Strohbach |
| L 100a | (D 426 im Département Bas-Rhin, Frankreich) – Staatsgrenze – L 104 in Schwanau-Nonnenweier – L 75 in Schwanau-Allmannsweier |
| L 101a | L 103 in Schuttertal-Hallen – Biederbach-Höhwirts – Biederbach-Höhferdis – Biederbach-Hinenbasches – Biederbach-Stabhaltershof – Biederbach-Leisenmichels – Biederbach-Dufnemartis – Biederbach-Höllenberg (Haus Winterseite) – Biederbach-Rauchenbauer – Biederbach-Beckenhäusle – Biederbach-Singlerhof – Biederbach-Kirchhöfe – Biederbach-Muckenloch – Biederbach-Finstermühle – Biederbach-Höll – Biederbach-Roßrain – Biederbach-Roßmatten – Biederbach-Schirmatte – Biederbach-Tannhöf – Biederbach-Mattenmühle – Biederbach-Plugwirts – Biederbach-Lochwebers – Biederbach-Dentershansenhäusle – Biederbach-Dentershansen – Biederbach-Hinterer Holzerhof – Biederbach-Vorderer Holzerhof – Biederbach-Sonnhalde – in Elzach |
| L 102a | in Lahr/Schwarzwald-Reichenbach – Seelbach – Seelbach-Wittelbach – Schuttertal-Untertal – Schuttertal – Schuttertal-Obertal – Schuttertal-Höfen – Schuttertal-Hub – Schuttertal-Offenburgershof – Schuttertal-Fixenhof – Schuttertal-Dörlinbach – L 103 in Schuttertal-Saubauernhof |
| L 103a | (D 5 im Département Bas-Rhin, Frankreich) – Rhein () – Staatsgrenze – L 104 in Kappel-Grafenhausen-Kappel – Kappel-Grafenhausen-Grafenhausen – in Mahlberg-Orschweier – in Ettenheim – Ettenheim-Münchweier – Ettenheim-Ettenheimmünster – Ettenheim-Dörlinbachergrund – L 106/L 110 in Schuttertal-Streitberg – L 102 in Schuttertal-Saubauernhof – Schuttertal-Glaserbauernhof – Schuttertal-Klausbauernhof – Schuttertal-Obersteig – Schuttertal-Bühl – Schuttertal-Schweighausen – Schuttertal-Steineberg – Schuttertal-Vorderer Geisberg – L 101 in Schuttertal-Hallen – Schuttertal-Hinterer Geisberg – Schuttertal-Harmersbach – Steinach im Kinzigtal-Fixenhof – Steinach im Kinzigtal-Schwabenhof – Steinach im Kinzigtal-Paulishof – Steinach im Kinzigtal-Lixenhof – Steinach im Kinzigtal-Hansenhof – Steinach im Kinzigtal-Stulzenhof – Steinach im Kinzigtal-Rufenhof – Steinach im Kinzigtal-Pfaffenhof – Steinach im Kinzigtal-Klausenhof – Steinach im Kinzigtal-Oehlerhof – Steinach im Kinzigtal-Halderhof – Steinach im Kinzigtal-Welschensteinach – Steinach im Kinzigtal-Seifertshof – Steinach im Kinzigtal-Krummholzenhof – Steinach im Kinzigtal-Eblishof – Steinach im Kinzigtal-Dörfle – Steinach im Kinzigtal-Gassenwirtshof – Steinach im Kinzigtal-Vorderer Schirrmaierhof – Steinach im Kinzigtal-Scherzingerhof – Steinach im Kinzigtal – Steinach im Kinzigtal-Vorderer Eichhof – Steinach im Kinzigtal-Schwenden – Steinach im Kinzigtal-Hinterbach – in Steinach im Kinzigtal |
| L 104a | L 75 in Neuried-Ichenheim – L 118 in Meißenheim (Baden) – Schwanau-Ottenheim – L 100 in Schwanau-Allmannsweier – … – L 100 in Schwanau-Nonnenweier – Schwanau-Wittenweier – L 103 in Kappel-Grafenhausen-Kappel – Rust – L 111 in Rheinhausen-Niederhausen – Rheinhausen-Oberhausen – Weisweil – Wyhl am Kaiserstuhl – L 113 – Sasbach am Kaiserstuhl – Sasbach am Kaiserstuhl-Jechtingen – L 105 – Burkheim am Kaiserstuhl – L 115 – Breisach am Rhein-Neumühle – Breisach am Rhein-Kohlerhof – L 114 in Breisach am Rhein – in Breisach am Rhein-Hochstetten |
| L 105a | – Riegel am Kaiserstuhl-Ziegelei – Riegel am Kaiserstuhl-Klausenhöfe – L 113 in Riegel am Kaiserstuhl-Romanshöfe – L 113 in Endingen am Kaiserstuhl – Endingen am Kaiserstuhl-Königschaffhausen – Sasbach am Kaiserstuhl-Leiselheim – L 104 |
| L 106a | – Herbolzheim-Sonnenhof – Herbolzheim-Wagenstadt – Herbolzheim-Birkenhof – Herbolzheim-Bleichheim – Herbolzheim-Mattenmühle – L 103/L 110 in Schuttertal-Streitberg |
| L 107a | in Elzach-Schrahöfe – Elzach-Moos – Elzach-Alter Hindehof – Elzach-Ruburenhof – Elzach-Rauchenhof – L 109 in Elzach-Oberprechtal – Elzach-Schmiederhof – Elzach-Landwasser – Gutach-Steinenbach – Gutach-Hinterer Schlauchbauernhof – Gutach-Vorderer Schlauchbauernhof – Gutach-Leimen – in Gutach-Steingrün |
| L 108a | in Hornberg – Hornberg-Hirzbauernhof – Hornberg-Ölergütle – Hornberg-Hofbauernhof – Hornberg-Speichendobelhof – Hornberg-Sägbronnen – Hornberg-Unterer Kammererhof – Hornberg-Langwieserhof – Hornberg-Fohrenbühl/Lauterbach-Fohrenbühl – Lauterbach-Oberbauernhof – Lauterbach-Hugenhof – Lauterbach-Güntersberg – Lauterbach-Hinterbach – Lauterbach-Grundhof – Lauterbach – Schramberg-Beim Meierhof – L 175 in Schramberg |
| L 109a | L 107 in Elzach-Oberprechtal – Elzach-Lampertsbach – Elzach-Vor dem Wittenbach – Elzach-Hänslesbauer – Elzach-Im Grundhof – Elzach-Adershof – Elzach-Läufershof – Elzach-Pfifferhäusle – Elzach-Im Loch – Elzach-Gemeindesäge – Schonach im Schwarzwald-Wälderhaus – Schonach im Schwarzwald-Elzbach – Schonach im Schwarzwald-Schleife – Schonach im Schwarzwald-Mauerhäusle – Schonach im Schwarzwald-Täubermattengut – Schonach im Schwarzwald-Rotenberg – Schonach im Schwarzwald-Vorder Bärt – Schonach im Schwarzwald – in Triberg im Schwarzwald |
| L 110a | L 103/L 106 in Schuttertal-Streitberg – Freiamt-Pflingsteck – Freiamt-Raubühl – Freiamt-Grubhof – Freiamt-Hintere Höfe – Freiamt-Breite – Freiamt-Buckhof – L 113 in Freiamt-Eckacker – Freiamt-Niedertal – Freiamt-Sägplatz – Freiamt-Oberer Vorhof – Freiamt-Vorhof – Freiamt-Reichenbach – Freiamt-Keppenbach – Sexau-Staudenhöfe – Sexau-Giesinhof – Sexau-Eberbächle – Sexau-Mühlebächle – Sexau – L 186 in Sexau-Lörch – Sexau-Vordersexau – L 112 in Denzlingen |
| L 111a | L 104 in Rheinhausen-Niederhausen – – in Herbolzheim |
| L 112a | in Denzlingen – L 110 – in Denzlingen-Heidach – Glottertal-Engematten – Glottertal-Flammenhof – Glottertal-Unter der Wiggisbruck – Glottertal-Wiggisrain – Glottertal-Winterbach – Glottertal-Wiggishag – Glottertal-Unterglottertal – Glottertal-Bei und ob der Kirche – Glottertal-Bei der Kirche – Glottertal-Dörfle – Glottertal-Eichbergmatten (Schiffsplatz) – Glottertal-Talstraße – Glottertal-Gschwanderhof – Glottertal-Wälderhansenhof – Glottertal-Klausenhof – Glottertal-Lenzenhof – Glottertal-Hilzingerhof – St. Peter-Ränke – L 186 in St. Peter-Rohr – St. Peter – St. Peter-Steingrubenhof – L 127 in St. Peter |
| L 113a | (D 424 im Département Bas-Rhin, Frankreich) – Staatsgrenze – L 104 – L 105 in Endingen am Kaiserstuhl – L 105 in Riegel am Kaiserstuhl-Romanshöfe – Riegel am Kaiserstuhl-Gehrpfadhöfe – L 116 in Riegel am Kaiserstuhl – in Riegel am Kaiserstuhl – Malterdingen – Freiamt-Hard – Freiamt-Beim Freihof – Freiamt-Herrlache – Freiamt-Auf der Eck – Freiamt-Ottoschwanden – Freiamt – L 110 in Freiamt-Eckacker |
| L 114a | in Breisach am Rhein – L 104 – Breisach am Rhein-Spitalhof – L 134 in Ihringen – Ihringen-Neunkirch – Ihringen-Wasenweiler – L 115 in Bötzingen – L 116 in Eichstetten am Kaiserstuhl – in Teningen-Nimburg – in Teningen |
| L 115a | L 104 – Vogtsburg im Kaiserstuhl-Niederrotweil – Vogtsburg im Kaiserstuhl-Oberrotweil – Vogtsburg im Kaiserstuhl-Oberbergen – Vogtsburg im Kaiserstuhl-Altvogtsburg – L 114 in Bötzingen – |
| L 116a | L 113 in Riegel am Kaiserstuhl – Riegel am Kaiserstuhl-Breite – Bahlingen am Kaiserstuhl – L 114 in Eichstetten am Kaiserstuhl – March-Neuershausen – L 187 in March-Buchheim – March-Hugstetten – |
| L 118a | L 104 in Meißenheim (Baden) – L 75 in Meißenheim (Baden)-Kürzell – Friesenheim-Schuttern – in Friesenheim |
| L 120a | / in Bad Krozingen-Hausen an der Möhlin – Bad Krozingen-Biengen – Bad Krozingen-Dottighofen – Bad Krozingen-Kurgarten – Bad Krozingen-Am Krozinger Weg – Bad Krozingen-Unterkrozingen – in Bad Krozingen-Parksiedlung |
| L 122a | / in Freiburg im Breisgau-Wiehre – Freiburg im Breisgau-Vauban – Merzhausen – Au – Wittnau – Wittnau-Biezighofen – Sölden – Bollschweil – Bollschweil-Unterdorf – Bollschweil-Ellighofen – Bollschweil-Gütighofen/Ehrenkirchen-Gütighofen – Ehrenkirchen-Hintere Mattenmühle – Ehrenkirchen-Ehrenstetten – L 125 in Ehrenkirchen-Kirchhofen |
| L 123a | in Bad Krozingen-Oberkrozingen – Staufen im Breisgau-Gutleuthaus – L 125 in Staufen im Breisgau-Weingut Stöckle – (Abzweig zur L 129 – L 125 in Staufen im Breisgau) – Staufen im Breisgau-Sägemühle – Staufen im Breisgau-Sahlenbach – Staufen im Breisgau-Kropbach – Münstertal-Hof – L 130 in Münstertal/Schwarzwald-Untermünstertal – Münstertal/Schwarzwald-Sandmatte – Münstertal/Schwarzwald-Krumlinden – Münstertal/Schwarzwald-Vogtshalde – Münstertal/Schwarzwald-Obermünstertal – Münstertal/Schwarzwald-Wolfgarten – Münstertal/Schwarzwald-Spielweg – Münstertal/Schwarzwald-Armengasse – Münstertal/Schwarzwald-Sorbaum – Münstertal/Schwarzwald-Lochmatte – Münstertal/Schwarzwald-Unterneuhof – Münstertal/Schwarzwald-Neuhof – Münstertal/Schwarzwald-Oberneuhof – Wieden-Oberwieden – Wieden-Rütte – Wieden-Hüttbach – Wieden-Eckle – Wieden-Bühl – Wieden – Wieden-Niedermatt – Wieden-Wiedenmatt – Wieden-Säge – Utzenfeld-Königshütte – Utzenfeld – |
| L 124a | in Freiburg im Breisgau-Wiehre – Freiburg im Breisgau-Günterstal – Freiburg im Breisgau-Vordere Bohrermühle – Horben-Vordere Bohrermühle – Horben-Bohrer – Freiburg im Breisgau-Holzschlägermatte – Oberried-Haldenmeierhof – Oberried-Halde – L 126 in Oberried-Notschrei/Todtnau-Notschrei |
| L 125a | in Schallstadt-Wolfenweiler – Pfaffenweiler-Öhlinsweiler – Pfaffenweiler – L 122 in Ehrenkirchen-Kirchhofen – Ehrenkirchen-Gewerbegebiet Niedermatten – L 123 in Bad Krozingen-Unterkrozingen – Staufen im Breisgau – L 123 in Staufen im Breisgau – Staufen im Breisgau-Grunern – Ballrechten-Dottingen-Ballrechten – Ballrechten-Dottingen-Dottingen – Ballrechten-Dottingen-Neumatten – Ballrechten-Dottingen-Oberdottingen – Sulzburg-Laufen – Müllheim im Markgräflerland-Muggardt – Müllheim im Markgräflerland-Britzingen – Müllheim im Markgräflerland-Zunzingen – L 131 in Müllheim im Markgräflerland-Am langen Rain |
| L 126a | in Kirchzarten-Zarten – in Kirchzarten – Kirchzarten-Bruckweberhäusle – Kirchzarten-Brühlhof – Oberried-Weilersbach – Oberried-Gässenhof – Oberried – Oberried-Surenhof – Oberried-Hintertal – Oberried-Hinterer Schneeberg – Oberried-Steinwasen – Oberried-Schmelzplatz – L 124 in Oberried-Notschrei/Todtnau-Notschrei – Todtnau-Muggenbrunn – Todtnau-Aftersteg – in Todtnau |
| L 127a | in Kirchzarten-Zarten – Kirchzarten – Kirchzarten-Am Hohrain – Kirchzarten-Unterbirken/Stegen-Unterbirken – L 133 in Stegen – Stegen-Berlachen – Stegen-Mooshof – Stegen-Schwabenhof – Stegen-Reckenberg – Stegen-Peterbauernhof – Stegen-Eschbach – Stegen-Mathislehof – Stegen-Scherpeterhof – Stegen-Fußhof – Stegen-Schwörerhof – Stegen-Scherlehof – Stegen-Oberbauernhof – St. Peter-Obereschbach – St. Peter-Kühhof – St. Peter-Steighof – L 112 in St. Peter – St. Peter-Thaddäushof – St. Peter-Ingritthof – St. Peter-Kreuzhof – St. Peter-Schönbachhof – St. Peter-Reinerhof – St. Peter-Boshof – St. Peter-Luxhof – St. Peter-Kapfenhof – St. Peter-Birkweghof – St. Märgen-Glasträgerhof – St. Märgen-Rankhof – L 128 in St. Märgen |
| L 128a | in Kirchzarten-Burg-Birkenhof – in Buchenbach-Himmelreich/Kirchzarten-Himmelreich – Buchenbach-Ruhhansenhof – Buchenbach-Schupenhof – Buchenbach-Stöcklehof – Buchenbach-Vogtsbauernhof – Buchenbach – Buchenbach-Diezendobel – Buchenbach-Falkenhof – Buchenbach-Altenvogtshof – Buchenbach-Wagensteig – Buchenbach-Haurihof – Buchenbach-Vorderbauernhof – St. Märgen-Schmiede – St. Märgen-Kussenmühle – St. Märgen-Scheuerhalterhof – St. Märgen-Büblesmühle – St. Märgen-Kronenhof – L 127 in St. Märgen – St. Märgen-Vogelhof – St. Märgen-Steinbach – St. Märgen-Neuhäusle – St. Märgen-Forsthaus – in St. Märgen-Thurner – in Titisee-Neustadt-Schweizerhof – Titisee-Neustadt-Schwörerhof – Titisee-Neustadt-Simonshof – Titisee-Neustadt-Konradenhäusle – Titisee-Neustadt-Klausbubenhof – Titisee-Neustadt-Josenmühle – Titisee-Neustadt-Fallerbauernhof – Titisee-Neustadt-Urishof – Titisee-Neustadt-Jostal – Titisee-Neustadt-Oberhöfenhof – Titisee-Neustadt-Unterhöfenhof – Titisee-Neustadt-Bierhäusle – Titisee-Neustadt-Mattenbauernhof – Titisee-Neustadt-Tannackerhof – Titisee-Neustadt-Schottenhof – L 156 in Titisee-Neustadt-Neustadt im Schwarzwald |
| L 129a | – Heitersheim-Gallenweiler – L 123 in Staufen im Breisgau |
| L 130a | L 123 in Münstertal-Untermünstertal – Münstertal/Schwarzwald-Rotenbuck – Münstertal/Schwarzwald-Münsterhalden – L 131 in Kleines Wiesental-Haldenhof |
| L 131a | / in Müllheim im Markgräflerland – L 125 in Müllheim im Markgräflerland-Am langen Rain – L 132 in Müllheim im Markgräflerland-Am langen Rain – Müllheim im Markgräflerland-Niederweiler – Badenweiler-Oberweiler – Badenweiler-Moosmatt – Badenweiler-Schweighof – Badenweiler-Forellenzucht – Müllheim im Markgräflerland-Sirnitz – Kleines Wiesental-Hinterheubronn – L 130 in Kleines Wiesental-Haldenhof – Kleines Wiesental-Mittelheubronn – Kleines Wiesental-Neuhaus – L 139 in Kleines Wiesental-Neuenweg – Kleines Wiesental-Belchenhöfe – Böllen-Oberböllen – Böllen-Niederböllen – Wembach-Schindeln – in Wembach |
| L 132a | L 131 in Müllheim im Markgräflerland-Am langen Rain – Müllheim im Markgräflerland-Niederweiler – L 140 – Badenweiler-Hausbaden – Badenweiler-Sehringen – Kandern-St. Johannisbreite/Schliengen-St. Johannisbreite – Kandern-Sitzenkirch – L 135 in Kandern |
| L 133a | in Freiburg im Breisgau-Oberau – Freiburg im Breisgau-Waldsee – Freiburg im Breisgau-Ebnet – L 127 in Stegen |
| L 134a | L 114 in Ihringen – Ihringen-Riedhöfe – Breisach am Rhein-Gündlingen – Breisach am Rhein-Niederrimsingen – in Breisach am Rhein-Grüningen – Breisach am Rhein-Grezhausen – Hartheim am Rhein-Sonnenhof – Hartheim am Rhein-Mühlenhof – Hartheim am Rhein – Hartheim am Rhein-Hollihof – Hartheim am Rhein-Auhof – Hartheim am Rhein-Bremgarten – Hartheim am Rhein-Weinstetter Mühle – Eschbach-Weinstetter Hof – Eschbach-Weinstetten – Neuenburg am Rhein-Grißheim – Neuenburg am Rhein-Zienken – in Neuenburg am Rhein – Neuenburg am Rhein-Vogelwäldele – Neuenburg am Rhein-Steinenstadt – in Schliengen – Schliengen-Altingermühle – Schliengen-Obsthof Hecker – Schliengen-Liel – Kandern-Riedlingen – L 135 in Kandern – Kandern-Rechtenmatt – Kandern-Untere Au – Kandern-Hammerstein – Kandern-Wollbach – Wittlingen – Rümmingen – L 141 – in Binzen |
| L 135a | L 134 in Kandern – L 132 in Kandern – Kandern-Scheideckpass/Steinen-Scheideckpass – L 136 in Steinen-Schlächtenhaus – Steinen-Kloster Weitenau – L 138 in Steinen |
| L 136a | L 135 in Steinen-Schlächtenhaus – Steinen-Hofen – Steinen-Weitenau – L 139 in Kleines Wiesental-Wieslet |
| L 137a | in Efringen-Kirchen-Kleinkems – Efringen-Kirchen-Istein – Efringen-Kirchen-Kirchen – |
| L 138a | Lörrach-Hauingen – L 135 in Steinen – in Steinen-Höllstein |
| L 139a | L 131 in Kleines Wiesental-Neuenweg – Kleines Wiesental-Sägematte – Kleines Wiesental-Bürchau – Kleines Wiesental-Sonnhalde – Kleines Wiesental-Kastelhöfe – Kleines Wiesental-Langensee – Kleines Wiesental-Holl – Kleines Wiesental-Kuhnigraben – L 140 in Tegernau – Kleines Wiesental-Niedertegernau – L 136 in Kleines Wiesental-Wieslet – Schopfheim-Enkenstein – Schopfheim-Lohhof – Schopfheim-Langenau – Schopfheim – in Maulburg – Maulburg-Aussiedlerhöfe – Rheinfelden (Baden)-Adelhausen – Rheinfelden (Baden)-Obereichsel – Rheinfelden (Baden)-Niedereichsel – in Rheinfelden (Baden)-Degerfelden – Rheinfelden (Baden)-Herten (Baden) – Grenzach-Wyhlen-Markhof/Rheinfelden (Baden)-Markhof – in Grenzach-Wyhlen-Wyhlen |
| L 140a | L 132 – Egertenpass – Malsburg-Marzell-Birkenbuck – Malsburg-Marzell-Kandertal – Malsburg-Marzell-Lipple – Kleines Wiesental-Stockmatt – Kleines Wiesental-Stockmatt Feriendorf – Kleines Wiesental-Wies – Kleines Wiesental-Demberg – Kleines Wiesental-Baselmatt – Kleines Wiesental-Steinbruch-Kraftwerk – L 139 in Kleines Wiesental-Tegernau – Zell im Wiesental-Gresgen – Zell im Wiesental-Adelsberg – in Zell im Wiesental |
| L 141a | in Lörrach – / |
| L 142a | Aitern-Multen – Aitern-Holzinshaus – Aitern – in Schönau im Schwarzwald-Schönenbuchen |
| L 143a | in Rheinfelden (Baden)-Riesberg – Rheinfelden (Baden)-Nollingen – in Rheinfelden (Baden)-Beuggen |
| L 145a | (jetzt K 6353) Schopfheim – Schopfheim-Altig – Schwörstadt-Dossenbach – Schwörstadt-Niederdossenbach – in Schwörstadt |
| L 146a | in Schluchsee-Aha – Schluchsee-Oberaha – Schluchsee-Wirtshaus – Schluchsee-Lunzihof – Schluchsee-Kapellenhof – Schluchsee-Äule – L 149 in St. Blasien-Menzenschwand-Vorderdorf – St. Blasien-Weierle – St. Blasien-Unterlehen – St. Blasien-Gass – St. Blasien-Oberlehen – Todtmoos-Prestenberg – Todtmoos-Rütte – L 151 in Todtmoos-Hintertodtmoos – L 151 in Todtmoos-Weg – Todtmoos-Lehen – Todtmoos-Mättle – Häg-Ehrsberg-Forsthaus – Häg-Ehrsberg-Happach – Häg-Ehrsberg-Schürberg-Säge – Häg-Ehrsberg-Hägermühle – Häg-Ehrsberg-Rohmatt – Häg-Ehrsberg-Moosmatt – in Zell im Wiesental-Mambach |
| L 148a | L 151 in Todtmoos – Todtmoos-Glashütte – Todtmoos-Huberhaus – Todtmoos-Au – Todtmoos-Wehrtalsäge – L 155 in Wehr |
| L 149a | in Todtnau-Geschwend – L 151 in Todtnau-Präg – Bernau im Schwarzwald-Poche – Bernau im Schwarzwald – Bernau im Schwarzwald-Riggenbach – Bernau im Schwarzwald-Altenrond – Bernau im Schwarzwald-Weierle – L 146 in St. Blasien-Menzenschwand-Vorderdorf – L 150 in St. Blasien – L 154 in St. Blasien – in Häusern |
| L 150a | L 151 in Todtmoos – Ibach-Kohlhütte – Ibach-Mutterslehen – St. Blasien-Ziegelfeld – L 149 in St. Blasien |
| L 151a | L 149 in Todtnau-Präg – L 146 in Todtmoos-Weg – Todtmoos-Strick – Todtmoos-Höfle – L 150 in Todtmoos – L 148 in Todtmoos – Herrischried-Lochhäuser – Herrischried-Kleinherrischwand – Herrischried-Giersbach – L 153 in Görwihl-Segeten – Görwihl-Hetzlenmühle – L 152 in Görwihl-Hogschür – L 155 in Rickenbach-Hottingen – L 155 in Rickenbach-Süßloch – Murg-Hänner – Murg-Oberhof – Murg-Spittelhau – Murg-Zechenwihl – Murg-Niederhof – Murg-Hinterer Hammer (Murghammer) – L 154 in Murg |
| L 151a | L 155 in Görwihl-Oberwihl – Görwihl-Sägehof – Laufenburg (Baden)-Rotzel – Laufenburg (Baden)-Hochsal – in Laufenburg (Baden)-Grunholz – L 154 in Laufenburg (Baden) – Staatsgrenze – (461 in der Schweiz) |
| L 152a | L 151 in Görwihl-Hogschür – Rickenbach-Roßau – L 155 in Rickenbach – Rickenbach-Willaringen – Rickenbach-Wieladingen – Rickenbach-Schweikhof – Bad Säckingen-Rippolingen – in Bad Säckingen |
| L 153a | L 151 in Görwihl-Segeten – Görwihl-Strittmatt – Görwihl-Sonnenhalde – Görwihl-Freudenberg – L 155 in Görwihl – Görwihl-Kirchgrund – L 154 in Görwihl-Tiefenstein |
| L 154a | L 149 in St. Blasien – St. Blasien-Im Hüttlebuck – St. Blasien-Albstausee – St. Blasien-In der Schmelze – St. Blasien-Oberkutterau – St. Blasien-Unterkutterau – St. Blasien-Immeneich – St. Blasien-Niedermühle – L 153 in Görwihl-Tiefenstein – Albbruck-Hohenfels – in Albbruck – … – in Laufenburg (Baden)-Hauenstein – Laufenburg (Baden)-Luttingen – L 151a in Laufenburg (Baden) – Laufenburg (Baden)-Rhina – L 151 in Murg – Murg-Rothaus – |
| L 155a | in Wehr – L 148 in Wehr – Rickenbach-Bergalingen – L 152 in Rickenbach – L 151 in Rickenbach-Hottingen – L 151 in Rickenbach-Süßloch – L 151a in Görwihl-Oberwihl – Görwihl-Rüßwihl – L 153 in Görwihl |
| L 156a | / in Titisee-Neustadt-Titisee – Titisee-Neustadt-Brücklebauernhof – Titisee-Neustadt-Neubierhäusle – L 128 in Titisee-Neustadt-Neustadt im Schwarzwald – L 172 in Titisee-Neustadt-Neustadt – Lenzkirch-Kappel – in Lenzkirch – Schluchsee-Fischbach – Schluchsee-Unterfischbach – in Schluchsee |
| L 157a | L 170 in Grafenhausen-Hüsli – Grafenhausen-Brünlisbach – Grafenhausen – Grafenhausen-Holzhäusle – Ühlingen-Birkendorf-Birkendorf – L 158 in Ühlingen-Birkendorf-Ühlingen – Ühlingen-Birkendorf-Breitwiesenhof – Ühlingen-Birkendorf-Riedersteg – Ühlingen-Birkendorf-Witznau – Waldshut-Tiengen-Gurtweil – Waldshut-Tiengen-Brühlhof – Waldshut-Tiengen-Riedwieshof – Waldshut-Tiengen-Weihermatthof – in Waldshut-Tiengen-Tiengen – Waldshut-Tiengen-Homburg – Küssaberg-Ettikon – L 160/L 161 in Küssaberg-Kadelburg |
| L 158a | L 157 in Ühlingen-Birkendorf-Ühlingen – L 159 in Ühlingen-Birkendorf-Untermettingen – in Eggingen |
| L 159a | L 170 in Bonndorf im Schwarzwald-Steinasäge – Bonndorf im Schwarzwald-Steinabad – Bonndorf im Schwarzwald-Wellendinger Säge – Bonndorf im Schwarzwald-Roggenbach – Ühlingen-Birkendorf-Stockenmühle – L 158 in Ühlingen-Birkendorf-Untermettingen – Ühlingen-Birkendorf-Muhren – Ühlingen-Birkendorf-Talhöfe – Waldshut-Tiengen-Detzeln – Waldshut-Tiengen-Breitenfeld – L 160 in Waldshut-Tiengen-Tiengen (Hochrhein) – / in Waldshut-Tiengen-Tiengen |
| L 160a | L 157 in Tiengen (Hochrhein) – in Lauchringen-Unterlauchringen – /L 163 in Lauchringen-Unterlauchringen – Lauchringen-Allmendhof/Waldshut-Tiengen-Allmendhof – L 157/L 161 in Küssaberg-Kadelburg |
| L 161a | L 157/L 160 in Küssaberg-Kadelburg – L 162 in Küssaberg-Rheinheim – Küssaberg-Reckingen – Hohentengen am Hochrhein-Lienheim – Hohentengen am Hochrhein-Steinlebachhof – Hohentengen am Hochrhein-Guggenmühle – Hohentengen am Hochrhein-Unter Juckenhof – Hohentengen am Hochrhein-Engelhof – L 161a in Hohentengen am Hochrhein – Hohentengen am Hochrhein-Klaushof – Hohentengen am Hochrhein-Günzgen – Staatsgrenze – (430 in der Schweiz) |
| L 161a | L 163 in Klettgau-Grießen – Klettgau-Alte Mühle – Klettgau-Bergscheuerhof – Hohentengen am Hochrhein-Stetten – L 161 in Hohentengen am Hochrhein |
| L 162a | (295.4 in der Schweiz) – Staatsgrenze – L 161 in Küssaberg-Rheinheim – Küssaberg-Dangstetten – Küssaberg-Bechtersbohl – in Lauchringen-Neuwiesen Hof |
| L 163a | /L 160 in Lauchringen-Unterlauchringen – in Lauchringen-Oberlauchringen – in Klettgau-Geißlingen – L 161a in Klettgau-Grießen – L 163a in Klettgau-Riedern am Sand/Klettgau-Unterriedern – Klettgau-Oberriedern – L 164 in Bühl – Klettgau-Berchenhof (Sommerau) – Dettighofen – Dettighofen-Sonnenberg – Dettighofen-Neue Welt – Dettighofen-Baltersweil – L 165 – in Jestetten |
| L 163a | in Wutöschingen-Degernau – Klettgau-Erzingen – – L 163 in Klettgau-Riedern am Sand/Klettgau-Unterriedern |
| L 164a | L 163 in Klettgau-Bühl – Staatsgrenze – (Schweiz) |
| L 165a | (343.1 in der Schweiz) – Staatsgrenze – Jestetten-Wangental-Zollamt – L 163 |
| L 165a | in Lottstetten – Lottstetten-Nack – Staatsgrenze – (Schweiz) |
| L 169a | in Bonndorf im Schwarzwald-Wellendingen – Stühlingen-Obere Alp – Stühlingen-Zur Unteren Alp – Stühlingen-Schloßbergsiedlung – in Stühlingen |
| L 170a | in Löffingen – Löffingen-Wisholz – Löffingen-Roßhag – L 182 in Löffingen-Göschweiler – Bonndorf im Schwarzwald-Schattenmühle/Löffingen-Schattenmühle – … – in Bonndorf im Schwarzwald – L 159 in Bonndorf im Schwarzwald-Steinasäge – Bonndorf im Schwarzwald-Ebnet – L 157 in Grafenhausen-Hüsli – Grafenhausen-Brünlisbach – Grafenhausen-Amertsfeld – in Schluchsee-Seebrugg |
| L 171a | L 180 in Donaueschingen-Siedlung – Donaueschingen-Allmendshofen – Hüfingen-Burgplatz – L 181 in Hüfingen – Hüfingen-Hausen vor Wald – Hüfingen-Mundelfingen – Wutach-Bruderhof – Wutach-Wutachmühle – Wutach-Ewattingen – Wutach-Kalkwerk – Wutach-Münchingen – Wutach-Hulbenhof – Wutach-Andreashof – in Bonndorf im Schwarzwald |
| L 172a | L 173 in Vöhrenbach – Vöhrenbach – Vöhrenbach-Langmatte – Vöhrenbach-Bernreutehof – Vöhrenbach-Weißkopfenhof – L 180 in Vöhrenbach-Hammereisenbach-Bregenbach – Eisenbach-Felsental – Eisenbach-Steimgremmen – Eisenbach – Eisenbach-Auf dem Höchst – L 156 in Titisee-Neustadt-Neustadt im Schwarzwald – in Titisee-Neustadt-Neustadt |
| L 173a | in Gutach im Breisgau-Bleibach – Gutach im Breisgau-Schwarzbauernhof – Simonswald-Wehrlehof – Simonswald-Schlemperhof – Simonswald-Martinshof – Simonswald-Untersimonswald – Simonswald-Herrengraben – Simonswald-Riederhof – Simonswald-Langbauernhof – Simonswald-Baduf – Simonswald-Unterdörfle – Simonswald-Ketterershof – Simonswald-Oberdörfle – Simonswald-Kuryhof – Simonswald – Simonswald-Elme – Simonswald-Hansmartinshof – Simonswald-Brennerhof – Simonswald-Pfaffbauernhof – Simonswald-Oberer Felsen – Simonswald-Talbauernhof – Simonswald-Vogtsbauernhof – Simonswald-Ibendörfle – Simonswald-Balzenbauernhof – Simonswald-Sengenhof – Simonswald-Neuenweg – Simonswald-Grün – Simonswald-Kasperhof – Simonswald-Hofbauernhof – Simonswald-Obersimonswald – Simonswald-Stegenhof – Simonswald-Bei der Stegenbrücke – Simonswald-In der Erle – Simonswald-Wasserhäusle – Simonswald-Beim Engel – Simonswald-Beim Sternen – Gütenbach-Teich – Gütenbach – Gütenbach-Scheerensäge – Gütenbach-Scheerenhof – Gütenbach-Vordertal – Gütenbach-Gaisdobel – Gütenbach-Gschwendhöfe – Gütenbach-Neueck – Furtwangen im Schwarzwald-Vordertal – in Furtwangen im Schwarzwald – Furtwangen im Schwarzwald-Schönenbach – L 175 in Furtwangen im Schwarzwald-Rotenbauernhof – Furtwangen im Schwarzwald-Vogtmartinshof – Furtwangen im Schwarzwald-Doldmartinshaus – L 172 in Vöhrenbach – Vöhrenbach-Glasträgerhäusle – Vöhrenbach-Gabershof – Vöhrenbach-Zechenhof – Vöhrenbach-Tudiserhof (Rufenhof) – Unterkirnach-Leimgrube – Unterkirnach-Wiesenhof – Unterkirnach-Steinhäusle – Unterkirnach-Schlegeltal – Unterkirnach – Unterkirnach-Kirnachtal – Unterkirnach-Kloster Maria Tann – Villingen-Schwenningen-Villingen – L 181 in Villingen-Schwenningen-Welvert – L 178 in Villingen-Schwenningen-Villingen – Villingen-Schwenningen-Schilterhäusle – in Villingen-Schwenningen-Villingen – L 423 in Villingen-Schwenningen-Schwenningen – L 423 in Villingen-Schwenningen-Hohlehren – in Villingen-Schwenningen-Roter Berg – Villingen-Schwenningen-Mühlhausen – |
| L 175a | in Schramberg – L 108 in Schramberg – L 177 in Schramberg – Schramberg-Berneck – Schramberg-Schliefebühl – Schramberg-Unterm Dorf – Schramberg-Tennenbronn – Schramberg-Weiherhalden – Schramberg-Bruck – Schramberg-Schwarzenbruch – Schramberg-Schwarzenbach – Schramberg-Lehenwies – St. Georgen im Schwarzwald-Föhrenbächle – St. Georgen im Schwarzwald-Adlerhof – St. Georgen im Schwarzwald-Bergbauernhof – St. Georgen im Schwarzwald-Roßberg – in St. Georgen im Schwarzwald – St. Georgen im Schwarzwald-Winterberg – St. Georgen im Schwarzwald-Albertsgrund – St. Georgen im Schwarzwald-Brigach – St. Georgen im Schwarzwald-Schweizermichelhof – St. Georgen im Schwarzwald-Mattenhof – St. Georgen im Schwarzwald-Jäckleshof – St. Georgen im Schwarzwald-Rappenwebershof – Triberg im Schwarzwald-Hirzwald – Furtwangen im Schwarzwald-Eckbauernhof – Furtwangen im Schwarzwald-Adrianshäusle (Bruchershäusle) – Furtwangen im Schwarzwald-Reinershof – Furtwangen im Schwarzwald-Dilgershof – Furtwangen im Schwarzwald-Rohrbach im Schwarzwald – Furtwangen im Schwarzwald-Schneidershof – Furtwangen im Schwarzwald-Balzenhof – Furtwangen im Schwarzwald-Scherzingerhof – Furtwangen im Schwarzwald-Altenvogtshäusle – L 173 in Furtwangen im Schwarzwald-Rotenbauernhof |
| L 177a | in Schramberg – Schramberg-Schwabenhof – Schramberg-Schlangenbühl – Schramberg-Oberer Kirnbach – Hardt-Steinreute – Hardt – Hardt-Nägelesee/Königsfeld im Schwarzwald-Nägelesee – Königsfeld im Schwarzwald-Schlossmühle – Königsfeld im Schwarzwald-Weiherhof – Königsfeld im Schwarzwald-Beschenhof – Königsfeld im Schwarzwald-Angelmoos – L 181 in Königsfeld im Schwarzwald – in Mönchweiler-Schoren/St. Georgen im Schwarzwald-Schoren |
| L 178a | L 423 in Niedereschach – Niedereschach-Kappel – Villingen-Schwenningen-Obereschach – Villingen-Schwenningen-Sommertshausen – Villingen-Schwenningen-Haslach – in Villingen-Schwenningen-Villingen – Villingen-Schwenningen-Goldenbühl – L 173 in Villingen-Schwenningen-Villingen – in Villingen-Schwenningen-Villingen – Villingen-Schwenningen-Marbach – Brigachtal-Kirchdorf – Brigachtal-Klengen – Donaueschingen-Grüningen – L 180 in Donaueschingen |
| L 179a | L 343 in Bad Liebenzell-Möttlingen – Althengstett-Neuhengstett – Althengstett-Eulert – |
| L 180a | in Vöhrenbach-Kaltenherberg – Vöhrenbach-Franzenurishof – Vöhrenbach-Sägenhof – Vöhrenbach-Merzenhof – Vöhrenbach-Lorenzenhof – Vöhrenbach-Lorenzenhof – Vöhrenbach-Kleiserhof – Vöhrenbach-Mattenhof – Vöhrenbach-Schwörerhof – Vöhrenbach-Altenvogtshof – Vöhrenbach-Urach – Vöhrenbach-Schmiedenhof – Vöhrenbach-Augustinenhof – Vöhrenbach-Rufenhof – Vöhrenbach-Adamenhof – Vöhrenbach-Gregorishof – Vöhrenbach-Bruggerhof – Vöhrenbach-Dilgerhof – L 172 in Vöhrenbach-Hammereisenbach-Bregenbach – Vöhrenbach-Fischerhof – Vöhrenbach-Fischersäge – Vöhrenbach-Schmelzdobel – Donaueschingen-Schwarzbuben – Donaueschingen-Hinterer Zindelstein – Donaueschingen-Vorderer Zindelstein – L 181 in Donaueschingen-Wolterdingen – L 171 in Donaueschingen – L 178 in Donaueschingen – in Donaueschingen |
| L 181a | L 423 in Niedereschach – Niedereschach-Bubenholz – Niedereschach-Vogelsanghof – Niedereschach-Oberer Vogelsang – Niedereschach-Fischbach – Königsfeld im Schwarzwald-Kräuterhäusle – Königsfeld im Schwarzwald-Erdmannsweiler – L 177 in Königsfeld im Schwarzwald – Mönchweiler – Villingen – Villingen-Schwenningen-Kurgebiet – L 173 in Villingen-Schwenningen-Welvert – Villingen-Schwenningen-Hammerhalde – Villingen-Schwenningen-Erbsenlachen – Villingen-Schwenningen-Pfaffenweiler – Villingen-Schwenningen-Neuer Käshof – Villingen-Schwenningen-Alter Käshof – Villingen-Schwenningen-Bei der Talmühle – Villingen-Schwenningen-Tannheim – L 180 in Donaueschingen-Wolterdingen – Bräunlingen-Breghof – Bräunlingen-Bruggen – Bräunlingen-Aussiedlerhöfe – Bräunlingen – L 171 in Hüfingen – |
| L 182a | in Friedenweiler-Rötenbach – L 170 in Löffingen-Göschweiler |
| L 183a | in Althengstett – Althengstett-Grubenäcker – Althengstett-Forst – Althengstett-Hube – Ostelsheim – L 1183/L 1189 in Ostelsheim-Neuland |
| L 185a | in Blumberg-Bleiche – Blumberg-Längehaus – Geisingen-Leipferdingen-Bahnhofstation – Geisingen-Aulfingen – Geisingen-Kirchen – Geisingen-Kirchen-Hausen – L 191 in Geisingen-Hausen – / in Geisingen-Hausen |
| L 186a | in Emmendingen – Emmendingen-Bleiche – Emmendingen-Kollmarsreute – Sexau – L 110 in Sexau-Lörch – Sexau-Moos – Waldkirch-Buchholz – Waldkirch-Batzenhäusle – /L 186a in Waldkirch – Waldkirch-Kandel – Simonswald-Kandelhof – St. Peter-Oberdrolerhof – St. Peter-Sägendobel – L 112 in St. Peter-Rohr |
| L 186a | /L 186 in Waldkirch |
| L 187a | / – March-Holzhausen – L 116 in March-Buchheim – March – in Gottenheim-Nägelesee – Gottenheim – Freiburg im Breisgau-Waltershofen – Freiburg im Breisgau-St. Nikolaus – Freiburg im Breisgau-Opfingen – Freiburg im Breisgau-Tiengen – Schallstadt-Mengen – Ehrenkirchen-Offnadingen – |
| L 188a | in Tengen-Beuren am Ried – Tengen-Büßlingen – Staatsgrenze – (331 in der Schweiz) |
| L 189a | L 194 in Aach – Volkertshausen – Singen (Hohentwiel)-Beuren an der Aach – L 226a in Singen (Hohentwiel)-Friedingen – in Singen (Hohentwiel)-Nordstadt |
| L 190a | L 191 in Engen-Welschingen – Hilzingen-Weiterdingen – Hilzingen-Duchtlingen – Hilzingen-Alphof – in Hilzingen – Hilzingen-Riederhof – in Gottmadingen – Randegg – L 202 in Gailingen am Hochrhein (Schweiz) |
| L 191a | L 185 in Geisingen-Hausen – Geisingen-Immensitz – Engen-Hegaublick – L 225 – in Engen-Altdorf – Engen – L 224 in Engen-Alte Ölmühle – Engen-Talhof – L 190 in Engen-Welschingen – Mühlhausen-Ehingen-Mühlhausen im Hegau – / – in Singen (Hohentwiel)-Nordstadt – in Singen (Hohentwiel)-Südstadt – L 222 in Rielasingen-Worblingen-Rielasingen – Rielasingen-Worblingen-Buttelen – Staatsgrenze – (332 in der Schweiz) |
| L 192a | L 220 in Radolfzell am Bodensee – L 222 in Moos (Bodensee) – L 193 in Moos (Bodensee) – Moos (Bodensee)-Iznang – Gaienhofen-Gundholzen – Gaienhofen-Horn – Gaienhofen – Gaienhofen-Hemmenhofen – Öhningen (Bodensee)-Marbach – Öhningen (Bodensee)-Blanhof – Öhningen (Bodensee)-Wangen – Öhningen (Bodensee)-Kattenhorn – L 193 in Öhningen (Bodensee) – Staatsgrenze – (330 in der Schweiz) |
| L 193a | L 192 in Moos (Bodensee) – Moos (Bodensee)-Bankholzen – Öhningen (Bodensee)-Stucken – Öhningen (Bodensee)-Schorenhof – Öhningen (Bodensee)-Schienen – Öhningen (Bodensee)-Fehlhaldenhof – Öhningen (Bodensee)-Linsenbühlhof – L 192 in Öhningen (Bodensee) |
| L 194a | / in Engen – L 189 in Aach – L 440 in Eigeltingen – L 223 – Orsingen-Nenzingen-Nenzingen – in Stockach – in Stockach – Stockach-Winterspüren – Stockach-Mahlspüren im Tal – L 205 in Stockach-Steighof – Hohenfels-Neumühle – Hohenfels-Kalkofen – Hohenfels-Loghöfe – Hohenfels-Egelsee – Hohenfels-Selgetsweiler – Wald-Bohlerhöfe – Wald-Ruhestetten – L 195 in Pfullendorf-Aach-Linz – L 212 in Pfullendorf-Gaisweiler – L 268 in Pfullendorf – L 456 in Pfullendorf – L 268 in Pfullendorf – Pfullendorf-Obere Säge – Pfullendorf-Junghof – L 280 in Ostrach |
| L 195a | in Meßkirch – Wald-Allmannshofen – Wald-Allmannshofen – Wald-Walbertsweiler – L 212 in Wald – Wald-Langgaß – Wald-Löcherberg – Wald-Riedetsweiler – L 194 in Pfullendorf-Aach-Linz – Pfullendorf-Sahlenbach – Herdwangen-Schönach-Ebratsweiler – Herdwangen-Schönach-Im Branden – Herdwangen-Schönach-Herdwangen – Herdwangen-Schönach-Vorstadt – Herdwangen-Schönach-Heidenbühl – Herdwangen-Schönach-Seelengeiger – Herdwangen-Schönach-Bergerhof – Owingen-Hedertsweiler – Owingen-Haslerhof – L 205 in Owingen – Owingen-Risthof – Owingen-Sorgenhöfe – in Überlingen-Andelshofen – in Überlingen-Kogenbach |
| L 195c | in Überlingen-Brünnensbach – Überlingen-Goldbach – Überlingen – Überlingen-Nußdorf – in Überlingen-Nußdorf |
| L 196a | L 433 in Meßstetten – Meßstetten-Hartheim – Meßstetten-Heinstetten – L 218 in Schwenningen – L 277 in Beuron-Hausen im Tal – Leibertingen-Kreenheinstetten – in Meßkirch-Rohrdorf |
| L 197a | L 218 in Stetten am kalten Markt – L 277 in Beuron-Thiergarten |
| L 200a | L 201 – L 268 in Pfullendorf-Straß – Heiligenberg-Hattenweiler – Heiligenberg-Heiligenholz – Frickingen-Steigen – Frickingen-Altheim – Frickingen-Ahäusle – L 205 in Lippertsreute – Salem-Baufnang – Überlingen-Ottomühle – Überlingen-Reutehöfe – L 200a in Überlingen-Andelshofen – in Überlingen-Andelshofen |
| L 200a | L 200 in Überlingen-Andelshofen – Überlingen-Rengoldshausen – Überlingen-Deisendorf – Salem-Tüfingen – L 205 in Salem-Schloss Salem |
| L 201a | L 268 in Pfullendorf – L 280 in Pfullendorf-Denkingen – L 201b in Pfullendorf-Denkingen – L 200 – L 207a in Heiligenberg-Rickertsreute – L 207 in Heiligenberg-Rickertsreute – Heiligenberg – Heiligenberg-Steigen – Heiligenberg-Baustadel – Salem-Beuren – Frickingen-Steinenberg – Frickingen-Leustetten – Frickingen-Lampach/Salem-Lampach – Salem-Weildorf – L 204 in Salem-Stefansfeld – L 205 in Salem-Stefansfeld – Salem-Mimmenhausen – Uhldingen-Mühlhofen-Mühlhofen – in Uhldingen-Mühlhofen-Oberuhldingen – Uhldingen-Mühlhofen-Unteruhldingen – in Meersburg |
| L 201b | L 201 in Pfullendorf-Denkingen – Illmensee-Neubrunn – Illmensee-Riegerhöfe – Illmensee-Ruschweiler – L 207a – Wilhelmsdorf-Pfrungen – L 289 in Wilhelmsdorf-Tafern – Wilhelmsdorf-Niederweiler – Wilhelmsdorf – Wilhelmsdorf-Wolfshalde – Wilhelmsdorf-Zußdorf – L 288 in Horgenzell-Ringenhausen |
| L 202a | (329 in der Schweiz) – Staatsgrenze – Büsingen am Hochrhein-Im Stemmer – Büsingen am Hochrhein – Staatsgrenze – (329 in der Schweiz) – Staatsgrenze – L 190 in Gailingen am Hochrhein |
| L 204a | L 201 in Salem-Stefansfeld – Salem-Schapbuch – Salem-Altenbeuren – Deggenhausertal-Mennwangen – Deggenhausertal-Mennwanger Baindt – Deggenhausertal-Wuhräcker – Deggenhausertal-Untersiggingen – L 207 in Deggenhausertal-Wittenhofen – Deggenhausertal-Franzenhof – Deggenhausertal-Schönemühle – Deggenhausertal-Urnau – Deggenhausertal-Lindenberghof – Horgenzell-Fuchstobel – Oberteuringen-Ramsenbühl – Oberteuringen-Ziegelmühle – in Oberteuringen-Hefigkofen |
| L 205a | L 194 in Stockach-Steighof – Stockach-Seelfingen – Stockach-Veitsmühle – Owingen-Häuptlehof – Owingen-Billafingen – Owingen-Mädlerhof – L 195 in Owingen – Owingen-Böhlerhof – Überlingen-Ernatsreute – Überlingen-Wackenhausen – L 200 in Überlingen-Lippertsreute – Salem-Rickenbach – L 200a in Salem-Schloss Salem – L 201 in Salem-Stefansfeld – Salem-Neufrach – Bermatingen – Markdorf-Wangen – in Markdorf |
| L 207a | L 201 in Heiligenberg-Rickertsreute – Heiligenberg-Echbeck – Heiligenberg-Oberboshasel – Heiligenberg-Unterboshasel – Deggenhausertal-Ellenfurt – Deggenhausertal-Deggenhausen – Deggenhausertal-Obersiggingen – L 204 in Deggenhausertal-Wittenhofen – … – in Markdorf – Friedrichshafen-Lipbach – L 328b in Friedrichshafen-Kluftern – Immenstaad am Bodensee-Ferienwohnpark Immenstaad am Bodensee – in Immenstaad am Bodensee |
| L 207a | L 201 in Heiligenberg-Rickertsreute – Heiligenberg-Echbeck – Illmensee-Volzen – Illmensee – Illmensee-Ruschweiler – L 201b |
| L 210  | in Metzingen – L 1210 |
| L 211a | in Bad Urach – L 1211 |
| L 212a | L 195 in Wald – Wald-Hippetsweiler – L 194 in Pfullendorf-Gaisweiler |
| L 214a | in Blumberg-Zollhaus – Blumberg-Pappelhof – in Blumberg-Klausenhof |
| L 218a | L 196 in Schwenningen – Stetten am kalten Markt-Unterglashütte – Stetten am kalten Markt-Oberglashütte – L 197 in Stetten am kalten Markt – L 453 in Stetten am kalten Markt – Stetten am kalten Markt-Storzingen – |
| L 219a | L 220 in Konstanz-Dettingen – Konstanz-Wallhausen – Konstanz-Dingelsdorf – Konstanz-Oberdorf – L 221 in Konstanz-Litzelstetten – Konstanz-Egg – in Konstanz-Allmannsdorf |
| L 220a | – Radolfzell am Bodensee-Böhringen – Radolfzell am Bodensee-Rickelshausen – L 192 in Radolfzell am Bodensee – L 226 in Radolfzell am Bodensee – Radolfzell am Bodensee-Unter Stürzkreut – Radolfzell am Bodensee-Stürzkreut – / – in Radolfzell am Bodensee-Güttingen – Radolfzell am Bodensee-Liggeringen – Radolfzell am Bodensee-Hofgut Röhrnang – Allensbach-Langenrain – Konstanz-Kargegg – Konstanz-Buchholzhof – L 219 in Konstanz-Dettingen – L 221/L 221n in Konstanz-Wollmatingen – (Abzweig zur in Reichenau-Waldsiedlung) – L 221 in Konstanz-Wollmatingen – Konstanz-Fürstenberg – Konstanz-Petershausen-West – in Konstanz-Petershausen-Ost |
| L 221a | Reichenau-Niederzell – Reichenau-Mittelzell – Reichenau-Oberzell – in Reichenau-Waldsiedlung – Reichenau-Lindenbühl – Reichenau-Eichbühl – L 220/L 221n in Konstanz-Wollmatingen – L 220 in Konstanz-Wollmatingen – L 219 in Konstanz-Litzelstetten |
| L 221n | L 220/L 221 in Konstanz-Wollmatingen – |
| L 222a | – Rielasingen-Worblingen-Buchhaldehof – L 191 in Rielasingen-Worblingen-Rielasingen – Rielasingen-Worblingen-Arlen – Rielasingen-Worblingen-Worblingen – L 223 in Singen (Hohentwiel)-Bohlingen – L 192 in Moos (Bodensee) |
| L 223a | L 194 – Orsingen-Nenzingen-Orsingen – L 226 in Steißlingen – Steißlingen-Industriegebiet – / – /L 220 – Singen (Hohentwiel)-Kapellenäcker – Singen (Hohentwiel)-Überlingen am Ried – L 222 in Singen (Hohentwiel)-Bohlingen |
| L 224a | Tengen – Tengen-Wannenhof – Tengen-Watterdingen – Engen-Anselfingen – L 191 in Engen-Alte Ölmühle |
| L 225a | in Immendingen – Immendingen-Talmannsberg – Immendingen-Dachsmühle – Immendingen-Mauenheim – Engen-Bargen – L 191 |
| L 226a | L 223 in Steißlingen – Steißlingen-Industriegebiet – Radolfzell am Bodensee-Bei der Sandgrube – Radolfzell am Bodensee-Kreuzbühlhof – L 220 in Radolfzell am Bodensee |
| L 226a | L 189 in Singen (Hohentwiel)-Friedingen – in Singen (Hohentwiel)-Industriegebiet |